# Charles Plissart de Brandignies
Jonkheer Charles Philippe Ghislain Plissart (Doornik, 16 mei 1872 - Gent, 25 mei 1936) was een Belgisch politicus en advocaat. Hij was de zoon van advocaat Jules Plissart (1842-1908) en Philippine Begasse.

## Schelderode
Sinds 1912 bewoonde hij samen met zijn echtgenote Esther de Kerckhove de Denterghem het kasteel nabij de kerk van Schelderode. Charles Plissart was er burgemeester van 1922 tot zijn overlijden in 1936. Zij hadden drie kinderen, van wie zoon Adriën eveneens burgemeester werd. Zoon Adriën (1904-1983) nam die functie in Schelderode waar van 1936 tot 1939 en een tweede maal van 1959 tot begin 1977, tot de fusie met Merelbeke.
Vanaf 1972 werd de straatnaam Burgemeester Carl Plissart aangenomen, gebruik makend van zijn roepnaam. Het is een weg die de Gaversesteenweg verbindt met de Molenstraat. Vanaf 1977 kreeg de familie de toelating hun naam te vervolledigen met de Brandignies, als aandenken aan een oude familie-eigendom in de provincie Henegouwen.
Charles' grootvader Modeste Plissart (1807-1874) was burgemeester van Tongre-Notre-Dame. Diens zoons Nestor Plissart (1846-1923) was burgemeester van Etterbeek, die later werd opgevolgd door zijn zoon Paul Plissart (1874-1953).
Toevoeging van de naam 'de Brandignies' toegekend aan zijn zonen jonkheer Adrien-Léon-Georges-Marie Ghislain Plissart en jonkheer Jacques-Ivan-Joseph-Georges-Antoine-Marie-Ghislain, en aan zijn dochter Hélène-Rosine-Julie-Georgine-Antoinette-Marie-Ghislaine, echtgenote van ridder Emiel Soenens (Koninklijk besluit, 1 juni 1977).